# Neochrysops
Neochrysops is een vliegengeslacht uit de familie van de dazen (Tabanidae).

## Soorten
- N. globosus Walton, 1918